# Ушибленно-рваная рана
Уши́бленно-рва́ная ра́на обычно наносится тупым тяжёлым предметом, чаще является результатом падения и/или удара о выступы окружающих предметов. Ткани по периметру таких ран зачастую размозжены и пропитаны кровью. Наличие кровоизлияний, нежизнеспособных тканей, неровные рваные края создают весьма благоприятные условия для развития раневой инфекции. Наиболее распространены ушибленно-рваные раны головы.